# Feliks Rybicki

Feliks Rybicki

Feliks Rybicki (* 24. Januar 1899 in Warschau; † 24. August 1978 ebenda) war ein polnischer Komponist, Dirigent und Musikpädagoge.
Er studierte am Warschauer Konservatorium von 1919 bis 1925 Komposition bei Roman Statkowski und nach dessen Tod bei Witold Maliszewski sowie Dirigieren bei Emil Młynarski und Henryk Melcer-Szczawiński. 1924 heiratete er Helena geb. Penther.
Rybicki debütierte 1926 als Dirigent in der Warschauer Philharmonie, wo er von 1937 bis 1939 den Oratoriumschor leitete. Während des Zweiten Weltkrieges war er als Klavierlehrer tätig, trat auch als Pianist in Warschauer Kaffeehäusern auf. Nach dem Weltkrieg war er ab 1945 im Polnischen Rundfunk beschäftigt. Von 1951 bis 1953 war er als Professor an der Höheren Musikschule in Sopot tätig. Von 1957 bis zum Erreichen des Rentenalters 1970 leitete er das Orchester und den Chor des Warschauer Musiklyzeums. Außerdem leitete er einige Laienchöre.
Sein Werk umfasst über 50 Opusnummern, meist für pädagogischen Gebrauch bestimmte Kompositionen. Rybicki komponierte auch Filmmusik. Er starb in Warschau und wurde auf dem alten Powązki-Friedhof bestattet.